# جائزة غولدن غلوب للنجم الصاعد
جائزة غولدن غلوب للنجم الصاعد هي إحدى فئات جوائز غولدن غلوب التي بدأت في 1948 وتوقفت في 1983.

## الفائزون بالجائزة
- 1948: ريتشارد ويدمارك.
- 1950: ريتشارد تود، جين نيلسون.
- 1952: كيفين كاكارثي.
- 1953: ريتشارد برتون.
- 1954: ريتشارد إيجان، ريتشارد فورست، هيو اوبرين.
- 1955: جو آدمز، جورج نادر، جيف ريتشاردز.
- 1956: روس تامبلين، راي دانتون.
- 1957: أنتوني بيركنز، بول نيومان، جون كير.
- 1958: جيمس غارنر، باتريك واين، جون ساكسون.
- 1959: جون غيفن، ايفرن زبلست، برادفورد ديلمان.
- 1960: جورج هاميلتون، جيمس جينتا، باري كو، تروي دونهو.
- 1961: مايكل كالان، بريت هيلسي، مارك دامون.
- 1962: بوبي دارين، وارن بيتي، ريتشارد بيرن
- 1963: تيرنيس ستامب، كير دولا، بيتر أوتول، عمر الشريف.
- 1964: ستاذس غيللس. روبرت والكر، ألبرت فيني.
- 1965: جورج سيان، توبول، هارف بريسنل.
- 1966: روبرت ريدفورد - Inside Daisy Clover
- 1967: جيمس فرانتينو - The War Lord
- 1968: داستين هوفمان - The Graduate
- 1969: ليونارد وايتنغ - Romeo and Juliet
- 1970: جون فويت - Midnight Cowboy
- 1971: جيمس إيرل جونز - The Great White Hope
- 1972: ديزي آرناز - The Voyage of the Yes
- 1973: إدوارد ألربت - Butterflies Are Free
- 1974: بول لي مات - American Graffiti
- 1975: جوزيف بوتمز - The Dove
- 1976: براد دوريف - أحدهم طار فوق عش الوقواق
- 1977: أرنولد شوارزنيجر - Stay Hungry
- 1979: براد ديفيز - Midnight Express
- 1980: ريك سكلودر - The Champ
- 1981: تيموثي هاتون - أناس عاديون
- 1983: بن كينغسلي - Gandhi